# توبالار
توبالار یک گروه قومی بومی جمهوری آلتای در روسیه است.
براساس سرشماری سال ۲۰۱۰، ۱۹۶۵ توبولار در روسیه وجود داشته‌است.
روستاها با بالاترین جمعیت توبالار عبارت هستند از آرتیباش(Artybash)، توقاچ (Iogach) و نوووترویسک
درخت مقدس توبلاره کاج سیبری است، نمادی از قدرت، زیبایی و شجاعت تایگا. تعطیلات سرو، جشن این درخت است.